# Facultad de Artes de la Universidad Carolina

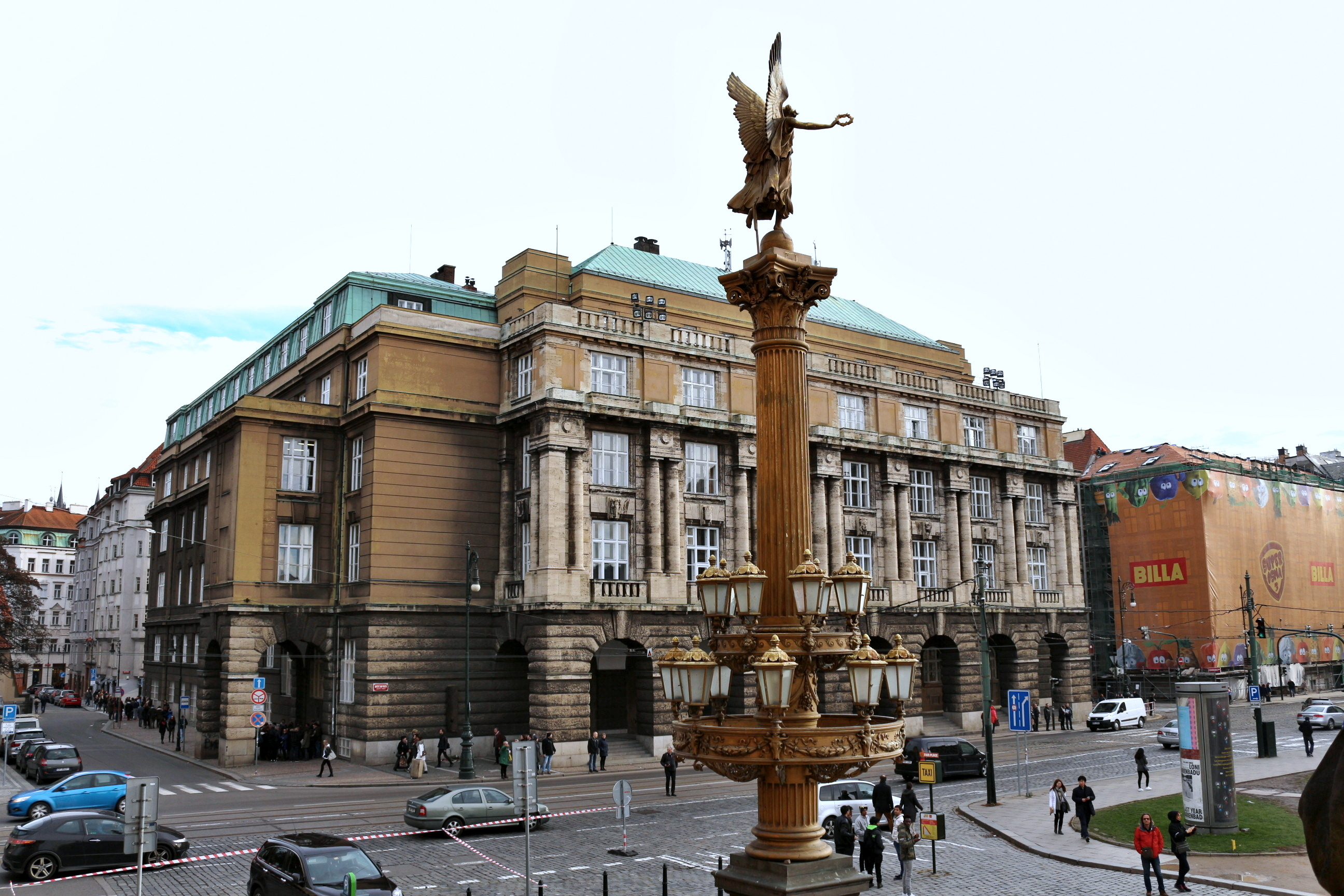
El edificio de la Facultad de Artes de la Universidad Carolina de Praga, Palachovo náměstí

La Facultad de Artes (FF UK) es una de las primeras cuatro facultades de la Universidad Carolina de Praga y la segunda más grande en la República Checa, fundada en 1348. Ofrece muchas carreras y es la única facultad en Europa que enseña todas lenguas habladas en los estados miembros de la Unión Europea. El número de los estudiantes es más de 8000. Gracias a los programas internacionales (ERASMUS, CEEPUS, etc.) los estudiantes pueden estudiar en las universidades extranjeras y viceversa. 

## Historia

### Origen de la universidad, Facultad artística
La Facultad de Filosofía y Letras (originalmente Facultad artística o Facultad de artes liberales) es una de cuatro facultades iniciales de la universidad, fundada en año 1348. Las otras tres facultades son: Facultad de Teología (Católica), Facultad de Derecho y Facultad de Medicina. El mayor propósito de la facultad era facilitar obtener los fundamentos de la educación superior. El primer estudiante que se licenció fue Jindřich z Libušic en 1359. 
Durante el siglo XIV. y los inicios del siglo XV. la ideología de John Wycliffe repercutió mucho en la facultad, en particular porque Jan Hus, decano de la facultad, estimuló la ideología. Su actos fueron condenados y él mismo fue quemado en la hoguera acusado como hereje. La influencia de Hus, las guerras husitas y el Decreto de Kutná Hora causaron que Universidad Carolina fuera considerada mucho tiempo marginal en el mundo académico de Europa.

### Edad Moderna
En el año 1654 el Emperador Fernando III. decidió unir la academia jesuita y la universidad en la Universidad de Carlos y Fernando (Karlo-Ferdinandova univerzita). Y durante los próximos 130 años la universidad fue estrictamente católica. 
El desarrollo progresivo de las ciencias hizo que se abrieran de nuevas cátedras: de Matemática Superior, de Politología y de Contabilidad, de Historia Universal y de Literatura, de Agrónomía, de Historia Natural, de Diplomacia, de Heráldica, de Matemática Práctica. La más importante era la Cátedra de la Lengua y Literatura Checa, fundada en 1792.

### El Siglo XIX.
Durante el siglo XIX., la facultad se organizó nuevamente en otra serie de departamentos: Departamento de la Filosofía, de Matemáticas, de Ciencias Naturales, de Historia y de las disciplinas auxiliares de historia, de Filología. Se fundaron nuevas cátedras, por ejemplo la Cátedra de Estética, de Historia del Arte, de Eslavística, de Lenguas Modernas, de Filología Oriental y de Filología Semítica.
El día 11 de octubre el Emperador Francisco José I. de Asturia ratificó un gran cambio de organización de la universidad. En Praga podían existir dos universidades, una de lengua checa como lengua didáctica y una segunda de lengua alemana, ambas conectadas con el nombre: Universidad de Carlos y Fernando. 
Desde año 1897 es permitido que las mujeres puedan estudiar en la universidad. En el año 1882 el profesor T. G. Masaryk, el presidente posterior de la República Checoslovaca, empezó a dar clases en la Facultad de Filosofía y Letras.

### Inicios del Siglo XX.
La transformación de la universidad después de Primera Guerra Mundial (1918) transcurrió sin problemas. El único cambio más grande fue separación de departamentos de Ciencias Filosóficas Naturales y la Fundación de la Facultad de Ciencias Naturales en el año 1920. El edificio central de la facultad se construyó a finales de los años 20‘ (1929) y desde esa época la cantidad de estudiantes de la facultad llegó a los 1600 estudiantes antes del año 1939. Después de la ocupación de la República Checa por los nazis se produjo persecución de la universidad. Ya el 21 de marzo 1939 tuvieron que marcharse profesores como Zdeněk Nejedlý que eran simpatizantes de una política izquierdista. Los departamentos de eslavística y de otras lenguas eslavas fueron restringidos. Las primeras víctimas de los nazis, de la Facultad de Filosofía y Letras, fueron los miembros de la Asociación Nacional de los Estudiantes Checos (Český národní studentský svaz) y fueron ejecutados el 17 de noviembre 1939. El día de 17 de noviembre todas las universidades checas fueron cerradas, la Facultad de Filosofía y Letras ocupada y sus colecciones y bibliotecas confiscadas.

### Siglo XX.
La enseñanza empezó en junio de 1945. La ideologización violenta y los empleados que presentaron su renuncia empeoraron la situación. En 1958 fundaron el Instituto Egiptológico de la Universidad Carolina en El Cairo, que hasta hoy pertenece a los institutos más importantes en el mundo. En los años sesenta algunas personajes volvieron a la facultad – Jan Patočka, Karel Krejčí y Václav Černý. El acto de Jan Palach, un estudiante que se quemó en protesta por la ocupación de la Checoslovaquia, estremeció a toda la sociedad. Sin embargo, no causó cambios grandes. La fecha importante es el 20 de noviembre 1989, cuando los estudiantes de la Facultad organizaron la huelga ocupante y con la llegada de la democracia al país, la situación siguió mejorándose no solo en la Facultad.
- Datos: Q3563550
- Multimedia: Faculty of Arts of Charles University / Q3563550